# Alosterna scapularis
Alosterna scapularis är en skalbaggsart som beskrevs av Lucas Friedrich Julius Dominikus von Heyden 1878. Alosterna scapularis ingår i släktet Alosterna och familjen långhorningar.
Artens utbredningsområde är Iran. Inga underarter finns listade i Catalogue of Life.